# Ruta 18 (Costa Rica)
La Ruta 18, oficialmente Ruta Nacional Primaria 18, y coloquialmente conocida como Paso del Tempisque, es una ruta nacional de Costa Rica ubicada en la provincia de Guanacaste.

## Descripción
Recorre desde Limonal del cantón de Abangares hasta Pueblo Viejo del cantón de Nicoya, donde se encuentra con la Ruta 21. Es una vía muy importante ya que en ella se encuentra el Puente de La Amistad de Taiwán, que conecta a la península de Nicoya con el resto del país. Además, es una de las rutas que se pueden tomar para llegar al Parque nacional Barra Honda, ubicado en Nicoya.
En la provincia de Guanacaste, la ruta atraviesa el cantón de Nicoya (los distritos de Mansión, Quebrada Honda), el cantón de Cañas (el distrito de Porozal), el cantón de Abangares (los distritos de Las Juntas, Colorado).